# Поликахин, Илья Иванович
Полика́хин Илья́ Ива́нович (2 августа 1922 года, с. Павловское, ныне Милославский район, Рязанская область — 6 октября 1997 года, Железнодорожный, Московская область) — красноармеец, разведчик, Герой Советского Союза. Почётный гражданин города Железнодорожный Московской области.

## Биография
Родился 2 августа 1922 года в селе Павловское ныне Милославского района Рязанской области в семье крестьянина. Русский. В начале 1930-х годов переехал жить в станицу Славянская (ныне - город Славянск-на-Кубани) Краснодарского края. Там же окончил среднюю школу № 2, работал в родном селе. 

### В Великую Отечественную войну
В Красной Армии с июля 1941 года. С этого времени на фронте. Служил пулемётчиком, связистом, санинструктором и разведчиком. За время войны семь раз был ранен. Член ВЛКСМ. Разведчик взвода пешей разведки 953-го стрелкового полка 257-й стрелковой дивизии 51-й армии 4-го Украинского фронта красноармеец Поликахин отличился в боях за Крым, а особенно при штурме вражеских укреплений на Сапун-rope и при освобождении Севастополя.
В апреле 1944 года красноармеец Поликахин в составе разведывательного взвода одним из первых форсировал озеро Сиваш. Разведчики захватили небольшой плацдарм и удержали его до подхода основных сил полка.

### Подвиг
Отличился будучи разведчиком взвода пешей разведки 953-го стрелкового полка 257-й стрелковой Сивашской Краснознамённой дивизии. Являлся участником штурма Сапун-горы и освобождения Севастополя.
7-9 мая 1944 года Поликахин участвовал в штурме Сапун-горы, ключевого пункта фашистской обороны, на склонах которой располагалась многоярусная линия вражеских укреплений со сплошными траншеями, 36 дотами и 27 дзотами. Одним из первых прорвался на вершину горы. При штурме он получил ранение в голову, но остался в строю.
9 мая 1944 года группа разведчиков в числе первых достигла Севастополя, смело и решительно под сильным огнём противника уничтожала вражеские огневые точки в центре города. Красноармеец Поликахин участвовал в бою за вокзал. Там разведчикам удалось спасти большое количество оборудования крымских санаториев. Группа вызвала панику среди противника и способствовала успешным действиям полка, водружению Красного знамени на здании гидрометеостанции. Лично уничтожил четырнадцать гитлеровцев и подорвал гранатой станковый пулемёт врага вместе с расчётом.
Указом Президиума Верховного Совета СССР от 24 марта 1945 года за мужество, отвагу и героизм, проявленные в борьбе с немецко-фашистскими захватчиками, красноармейцу Поликахину Илье Ивановичу присвоено звание Героя Советского Союза с вручением ордена Ленина и медали «Золотая Звезда» (№ 7246).
В конце мая 1944 года дивизия, в которой служил Поликахин, была переброшена в Прибалтику. Действовала в составе 1-го Прибалтийского фронта. В одном из боёв Поликахин был тяжело ранен в обе ноги. День Победы встретил в госпитале.
Трижды ранен (02.1942, 11.1942, 11.1943). Награждён знаком «Отличный разведчик».

### После войны
После войны демобилизован. С 1951 года И.И. Поликахин проживал с семьей в г. Железнодорожном.
15 мая 1945 года по состоянию здоровья уволен в запас. Член ВКП(б)/КПСС с 1950 года. Жил в городе Железнодорожном Московской области. Работал в Комитете ветеранов войны, был внештатным корреспондентом газет «Знамя коммунизма» и «Ленинское знамя», стоял у истоков создания краеведческого музея города Железнодорожный. Был консультантом в Студии военных художников имени М. Б. Грекова при создании диорамы «Штурм Сапун-горы» в Севастополе.
Умер 6 октября 1997 года. Похоронен на Саввинском кладбище города Железнодорожный.

## Награды
- Герой Советского Союза
- Орден Ленина
- Орден Отечественной войны I степени[3][4]
- Орден Отечественной войны II степени
- Орден Красной Звезды
- Медаль Жукова[5]

- Медаль «В ознаменование 100-летия со дня рождения Владимира Ильича Ленина» (6 апреля 1970)
- Медаль «За победу над Германией в Великой Отечественной войне 1941—1945 гг.» (9 мая 1945[6])
- Юбилейная медаль «Двадцать лет Победы в Великой Отечественной войне 1941—1945 гг.» (7 мая 1965[7])
- Юбилейная медаль «Тридцать лет Победы в Великой Отечественной войне 1941—1945 гг.»[8]

- Юбилейная медаль «50 лет Победы в Великой Отечественной войне 1941—1945 гг.»[9]
- Юбилейная медаль «Шестьдесят лет Победы в Великой Отечественной войне 1941—1945 гг.»
- Юбилейная медаль «Шестьдесят пять лет Победы в Великой Отечественной войне 1941—1945 гг.»
- Юбилейная медаль «Семьдесят лет Победы в Великой Отечественной войне 1941—1945 гг.»
- Медаль «Ветеран Вооружённых Сил СССР»
- Медаль «30 лет Советской Армии и Флота».[10]
- Юбилейная медаль «40 лет Вооружённых Сил СССР»[11]
- Юбилейная медаль «50 лет Вооружённых Сил СССР» (26 декабря 1967[12])
- Юбилейная медаль «60 лет Вооружённых Сил СССР» (28 января 1978[13])
- Юбилейная медаль «70 лет Вооружённых Сил СССР» (28 января 1988[14])
- Медаль «За безупречную службу» I степени
- Знак «Гвардия»
- Знак МО СССР «25 лет Победы в Великой Отечественной войне» (24 апреля 1970[1])

## Память
- Имя Героя высечено золотыми буквами в зале Славы Центрального музея Великой Отечественной войны в Парке Победы города Москвы.
- На могиле  установлен надгробный памятник.
- Улица Поликахина в микрорайоне Центр-2 г. Балашиха.[15]
- Подвиг Ильи Поликахина, когда он, тяжело раненый в голову, тем не менее продолжал сражаться и одним из первых прорвался к гребню Сапун-горы, — был запечатлён на живописном полотне диорамы «Штурм Сапун-горы», написанной коллективом художников студии военных художников имени Грекова под руководством П. Т. Мальцева, которая установлена в мемориальном музее на Сапун-горе.
- Почётный гражданин города Железнодорожный.
- В 2004 году лицею № 1 города Славянск-на-Кубани присвоено имя семи Героев Советского Союза, в том числе и И.И. Поликахина. На территории лицея установлен памятник.
- В городе Славянск-на-Кубани установлен портрет И.И. Поликахина на аллее Героев в парке 40-летия Победы.